# Molinos, Aguascalientes
Molinos är en ort i Mexiko.   Den ligger i kommunen Asientos och delstaten Aguascalientes, i den centrala delen av landet, 400 km nordväst om huvudstaden Mexico City. Molinos ligger 2 091 meter över havet och antalet invånare är 1 219.
Terrängen runt Molinos är platt åt sydost, men åt nordväst är den kuperad. Runt Molinos är det ganska tätbefolkat, med 90 invånare per kvadratkilometer. Närmaste större samhälle är Pabellón de Arteaga, 18,8 km väster om Molinos. Trakten runt Molinos består till största delen av jordbruksmark.